# Ragnhildiana
Ragnhildiana Solheim – rodzaj grzybów z rodziny Mycosphaerellaceae. Grzyby mikroskopijne.

## Systematyka i nazewnictwo
Pozycja w klasyfikacji według Index Fungorum: Mycosphaerellaceae, Mycosphaerellales, Dothideomycetidae, Dothideomycetes, Pezizomycotina, Ascomycota, Fungi.
Takson utworzył w 1931 r. Wilhelm Solheim.
W Polsce występuje Ragnhildiana ferruginea (Fuckel) U. Braun, C. Nakash., Videira & Crous 2017 (podana pod nazwą Passalora ferruginea).